# Quitilipi (departement)
Quitilipi is een departement in de Argentijnse provincie Chaco. Het departement (Spaans:  departamento) heeft een oppervlakte van 1.545 km² en telt 32.083 inwoners.

## Plaats in departement Quitilipi
- Quitilipi